# Cotleigh
Cotleigh – wieś i civil parish w Anglii, w Devon, w dystrykcie East Devon. W 2011 civil parish liczyła 209 mieszkańców. Cotleigh jest wspomniana w Domesday Book (1086) jako Cotelei/Coteleia.